# تركي الظفيري
تركي محمد الظفيري لاعب كرة قدم سعودي ، لعب سابقاً في نادي الباطن.